# Unité urbaine de Saint-Avold (partie française)
L'unité urbaine de Saint-Avold (partie française) est une unité urbaine française centrée sur la commune de Saint-Avold, en Moselle.

## Données générales
En 2010, selon l'INSEE, elle était composée de six communes, situées dans le département de Moselle, plus précisément dans l'arrondissement de Forbach-Boulay-Moselle.
Dans le nouveau zonage de 2020, elle est également composée de six communes.
En 2022, avec 33 054 habitants, elle constitue la quatrième unité urbaine du département de Moselle après l'unité urbaine de Metz, l'unité urbaine de Thionville et l'unité urbaine de Sarrebruck (ALL)-Forbach (partie française).

## Composition selon la délimitation de 2020
Elle est composée des 6 communes suivantes :
| Nom                        | Code Insee | Département | Statut       | Superficie (km2) | Population (dernière pop. légale) | Densité (hab./km2) | Modifier                                    |
| -------------------------- | ---------- | ----------- | ------------ | ---------------- | --------------------------------- | ------------------ | ------------------------------------------- |
| Saint-Avold (ville-centre) | 57606      | Moselle     | ville-centre | 35,48            | 14 828 (2022)                     | 418                | modifier les données · modifier les données |
| Carling                    | 57123      | Moselle     | banlieue     | 2,67             | 3 332 (2022)                      | 1 248              | modifier les données · modifier les données |
| Folschviller               | 57224      | Moselle     | banlieue     | 9,46             | 3 937 (2022)                      | 416                | modifier les données · modifier les données |
| L'Hôpital                  | 57336      | Moselle     | banlieue     | 3,99             | 5 179 (2022)                      | 1 298              | modifier les données · modifier les données |
| Macheren                   | 57428      | Moselle     | banlieue     | 16,95            | 2 827 (2022)                      | 167                | modifier les données · modifier les données |
| Valmont                    | 57690      | Moselle     | banlieue     | 9,24             | 2 951 (2022)                      | 319                | modifier les données · modifier les données |

## Démographie
| 1968   | 1975   | 1982   | 1990   | 1999   | 2009   | 2014   | 2021   |
| ------ | ------ | ------ | ------ | ------ | ------ | ------ | ------ |
| 35 008 | 35 700 | 36 532 | 37 056 | 37 236 | 35 958 | 34 917 | 33 304 |